# Klášter Achtala

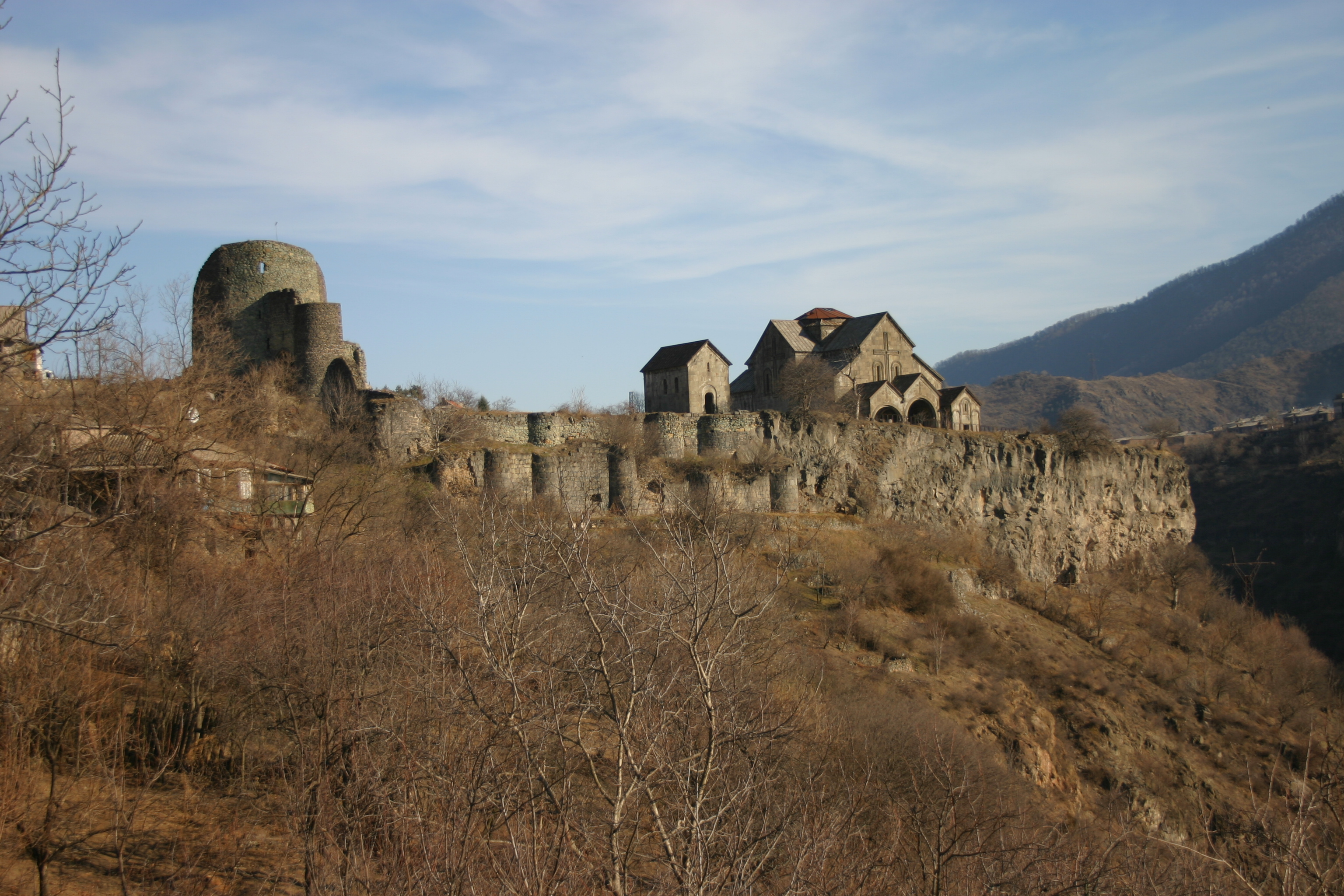
Klášter Achtala (2007)

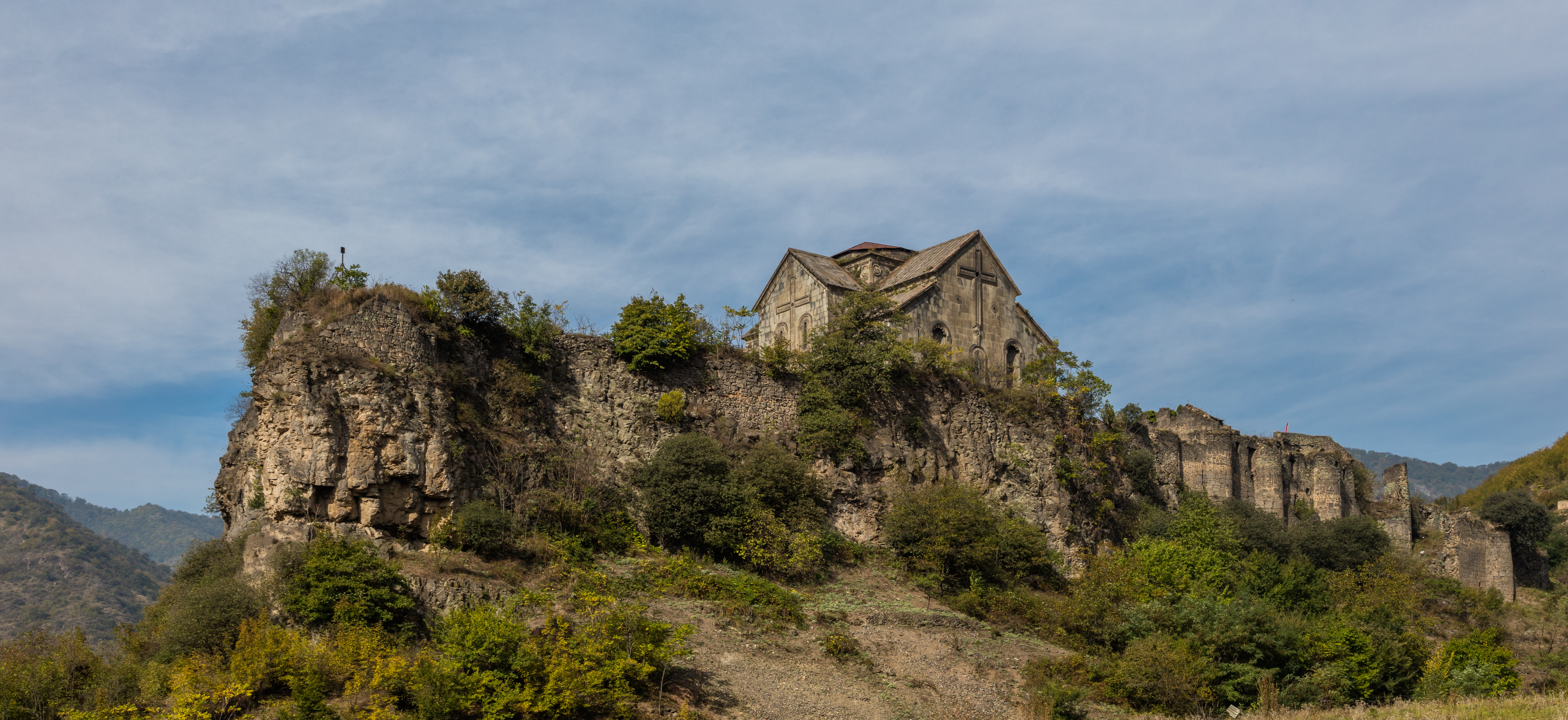
Klášter je ze tří stran obklopen hlubokými roklemi (2016)

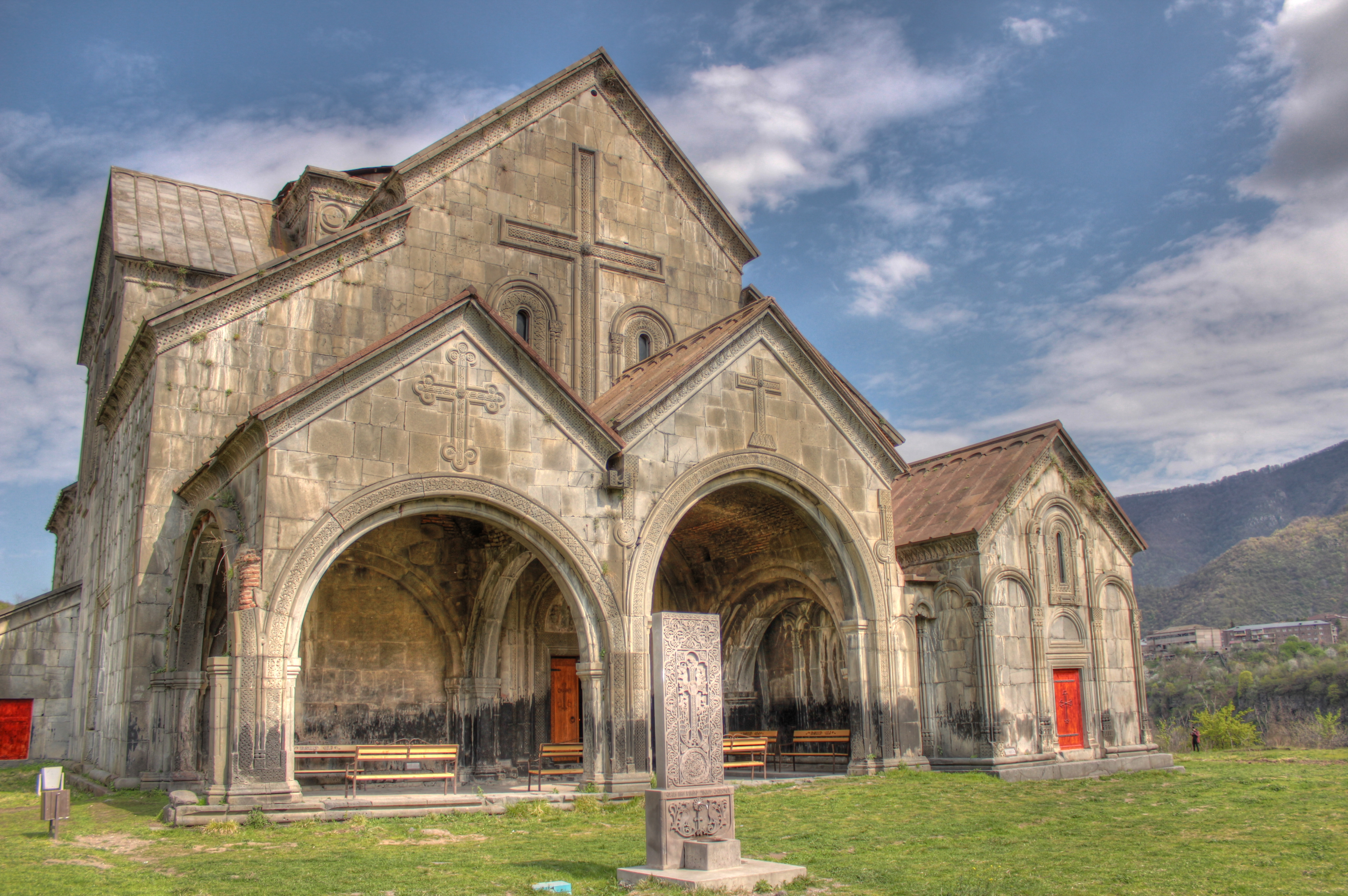
Portikus a kaple (2017)

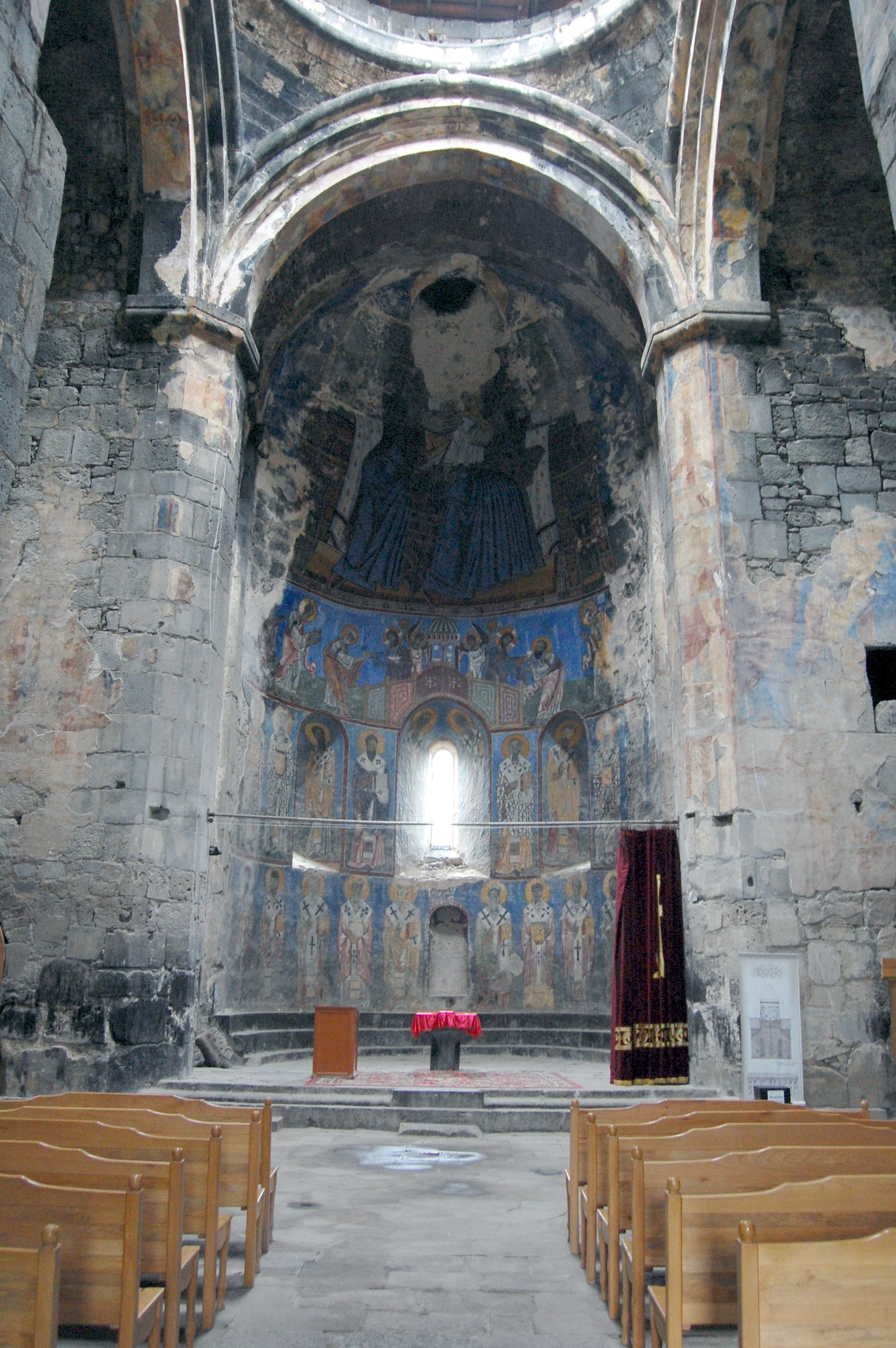
Oltář a fresky na východní zdi (2016)

Klášter Achtala (arménsky Ախթալայի վանք Achtalaji Wank) je klášter Arménské apoštolské církve u města Achtala v provincii Lorri na severu Arménie. V současnosti (2019) není klášter obydlen.

## Poloha
Klášter Achtala se nachází 210 kilometrů severně od arménského hlavního města Jerevanu; byl postaven jako opevněný klášter na vyvýšeném skalnatém ochozu a je obklopen ze tří stran hlubokými roklemi.

## Popis stavby
Na úbočí chrání klášter kuželovité věže a stěny. Stěny a věže pevnosti byly postaveny z namodralého čediče a vápna. Jediný přístup do objektu kláštera je ze severní strany. Na severní straně se nachází i třípodlažní věž ze 13. století, která je zabudovaná do hradeb.
Nejvýznamnější stavbou kláštera je kostel Matky Boží. Přesný rok výstavby hlavního kostela kláštera není znám. Podle místní tradice byzantský císař Herakleios, který pravděpodobně pocházel z Arménie, nechal v 7. století postavit klášter. Další legenda považuje za stavitele kláštera gruzínského krále Vachtanga I. Gorgasaliho. Pak by musel kostel pocházet z pátého století. Neexistuje však žádný vědecky akceptovaný důkaz pro obě pověsti. Dnes je doba výstavby kostela datována zpravidla do 11. až 13. století. Kostel však měl svého předchůdce. Jedná se o křížový kostel s kupolí a s obdélníkovým půdorysem. Na východní straně má hlavní půlkruhovou a dvě vedlejší apsidy. Hlavní loď kostela je oblouky rozdělena na tři lodě; původně měla velkou kupoli. Byla poškozena během dobývání Arménie Tamerlánem a úplně zbořena v roce 1784. V 19. století místokrál Kavkazu, kníže Michail Semyonovič Vorontsov, nechal postavil polokulovitou dřevěnou kopuli pokrytou železnými deskami na místě původní kopule. Kupole byla během sovětských dob zrekonstruována.
Vedle portika kostela je malá kaple, ve které jsou pohřbeni středověcí historici Vardan Areveltsi a Kirakos Gandzaketsi, kníže Ivan a jeho syn Avag. Středověké nástěnné malby uvnitř kostela patří k nejlépe zachovaným v Arménii. Jsou datovány do období od roku 1205 do roku 1276. Biskup Stepanos Orbelina, zabývající se historií, napsal ve 13. století, že v kostele se nachází významná relikvie, kterou Jan Křtitel pokřtil Krista.
Nedaleko hlavního kostela jsou zbytky jednolodního kostela ze 13. století, který je částečně obklopen příkopem. Kostel měl na východní zdi půlkruhovou apsidu.
Severně od kostela se zachovaly ruiny několika klášterních cel a dalších místností, stejně jako dvoupodlažní refektář, který pravděpodobně sloužil strážcům kláštera.

## Historie
Klášter Achtala byl konci 10. století postaven Kiurikidiky, kteří tvořili boční větev Bagratidů. Postavili klášter v oblasti, která je známá svými ložisky nerostů již od doby bronzové a železné. Okolo roku 1180 se klášter dostal do vlastnictví zakaridenského knížete, který vládl jako vazal gruzínských králů. Novým vládcem Achtaly se stal princ Ivan. Zatímco jeho bratr Zakare zůstal věrný arménské apoštolské církvi, princ konvertoval na gruzínskou pravoslavnou víru a kláštery v severní Arménii nechal přeměnit na gruzínské pravoslavné kláštery.
V roce 1763 dal gruzínský král Erekle II. přesídlit 800 řeckých rodin z Gümüşhane v Osmanské říši do Achtaly, kde pracovali v nedalekých měděných dolech. Řekové převzali klášter, kterému říkali Meramani. Z této doby pochází nápisy zanechané horníky u zdí kláštera. V 19. století se klášter dostal do vlastnictví arménské knížecí rodiny Melikowů.